# 伊普西蘭蒂 (喬治亞州)
伊普西蘭蒂（英語：Ypsilanti）是位於美國喬治亞州塔爾博特縣的一個非建制地區。該地的面積和人口皆未知。

## 地理
伊普西蘭蒂的座標為32°44′33″N 84°24′48″W / 32.74250°N 84.41333°W，而該地的平均海拔高度為192米（即630英尺）。